# Fanefjord Sogn
Fanefjord Sogn er et sogn i Stege-Vordingborg Provsti (Roskilde Stift). I 1828-1972 hørte Fanefjord Sogn til Bårse og Mønbo herreders provsti i Roskilde Stift. Sammen med Bogø Sogn udgør Fanefjord Sogn siden 2005 ét pastorat, Fanefjord-Bogø pastorat.
I 1800-tallet var Fanefjord Sogn et selvstændigt pastorat. Det hørte til Mønbo Herred i Præstø Amt. Fanefjord sognekommune blev ved kommunalreformen i 1970 indlemmet i Møn Kommune, der ved strukturreformen i 2007 indgik i Vordingborg Kommune.
I Fanefjord Sogn ligger Fanefjord Kirke.
I sognet findes følgende autoriserede stednavne:
- Askeby (bebyggelse, ejerlav)
- Askeby Kobbel (bebyggelse)
- Borgsted (bebyggelse)
- Damme Kobbel (bebyggelse)
- Dammehave (bebyggelse)
- Fanefjord (ejerlav)
- Grønsund Færgegård (bebyggelse, ejerlav)
- Hovmarken (bebyggelse)
- Hårbølle (bebyggelse, ejerlav)
- Hårbølle Hestehave (bebyggelse)
- Hårbølle Kobbel (bebyggelse)
- Hårbøllebro (bebyggelse)
- Klemmen (bebyggelse)
- Kokseby (bebyggelse, ejerlav)
- Lerbæk (bebyggelse, ejerlav)
- Lille Damme (bebyggelse, ejerlav)
- Maderne (areal)
- Skovhaver (bebyggelse)
- Slotshaven (areal)
- Store Damme (bebyggelse, ejerlav)
- Tostenæs (bebyggelse, ejerlav)
- Tostenæs Kobbel (bebyggelse)
- Vindebæk (bebyggelse, ejerlav)
- Vindebæk Kobbel (bebyggelse)
- Vollerup (bebyggelse, ejerlav)
- Vollerup Græsgang (bebyggelse)
- Vollerup Kobbel (bebyggelse)